# José Vicente Dávila Tello
José Vicente Dávila Tello (El Espinal, 1900-Bogotá, 30 de septiembre de 1982) fue un ingeniero y político colombiano, que se desempeñó como Ministro de Correos y Telégrafos, Ministro de Agricultura y Ganadería y Ministro de Fomento de ese país.

## Biografía
Nació en El Espinal, al oriente del Departamento de Tolima, en 1900; su familia tuvo cierta influencia política en Tolima, siendo su hermano José María Dávila Tello congresista y director de la Policía Nacional de Colombia, mientras su hermano Rafael Dávila Cifuentes fue Gobernador de Tolima. Tras realizar la educación primaria en su pueblo natal, estudió en el Colegio Mayor de San Bartolomé, en Bogotá, del cual pasó a estudiar Ingeniería Civil en la Universidad Nacional de Colombia.
Afiliado al Partido Conservador, comenzó su carrera política como Diputado a la Asamblea Departamental de Tolima y Congresista, ejerciendo cómo Representante a la Cámara por Tolima y Senador de la República. Durante el Gobierno de Mariano Ospina Pérez se desempeñó como Ministro de Correos y Telégrafos, entre 1946 y 1947 - durante los acontecimiento del Bogotazo -, y como Ministro de Agricultura y Ganadería, entre 1959 y 1950; durante esta administración también se desempeñó como Ministro de Educación, Ministro de Obras Públicas, Ministro de Higiene y Ministro de Agricultura, todas estas últimas en calidad de encargado. En febrero de 1950 fue designado Embajador en Bélgica y posteriormente en Alemania Occidental, antes de regresar al país en 1952. También fue Ministro de Fomento, si bien no asumió el cargo en propiedad, durante la administración del liberal Alberto Lleras Camargo.
Cómo Ministro de Correos y Telégrafos de encargó de la fundación de Telecom y la Asociación Nacional de Radiodifusión, a la vez que en su servicio al Gobierno de Ospina fue el diseñador y constructor de los ferrocarriles de Tolima-Huila e Ibagué-Armenia y de la carretera Ibagué-Cajamarca.
En el campo privado, fungió cómo gerente segundo de la Flota Mercante Grancolombiana entre 1952 y 1978, así como fue miembro de la Sociedad Colombiana de Ingenieros.
Falleció en Bogotá en septiembre de 1982.